# Order Świętej Równej Apostołom Wielkiej Księżnej Olgi
Order Świętej Równej Apostołom Wielkiej Księżnej Olgi (ros. Орден cв. paвнoaпocтoльнoй вeликoй княгини Oльги) – order kościelny Federacji Rosyjskiej i Ukrainy.
Znana z pobożnych czynów wielka księżna kijowska Olga (przy chrzcie otrzymała imię Helena) żyła w X wieku (ur. około 890, zmarła 969) była pierwszą opiekunką cerkwi rosyjskiej i organizatorką życia państwowego kraju w czasie zaczynającej się jego chrystianizacji. W roku 903 poślubiła księcia kijowskiego Igora, zaś po jego śmierci w roku 945 sama rządziła krajem przez 20 lat. Jeszcze jako poganka udała się w roku 946 wraz z delegacją Rusi do Bizancjum, gdzie przyjęła chrzest mając już około 75 lat. Po powrocie do Kijowa wybudowała tam pierwszą ruską cerkiew pod wezwaniem św. Zofii, ale nie udało jej się przeprowadzić chrztu całej Rusi: jej syn i następca Świętosław pozostał poganinem. W 20 lat po śmierci Olgi jej wnuk, św. Włodzimierz, obwołał chrześcijaństwo religią państwową Rusi. Święta Olga jest świętą katolicką i prawosławną.
Poprzednik obecnego orderu kościelnego istniał już w Imperium Rosyjskim pod postacią Honorowej Odznaki założonego w 1914 „Stowarzyszenia św. Olgi”, która miała dwa stopnie i nadawana była wyłącznie kobietom za „zasługi w dziedzinach życia państwowego i społecznego oraz czyny miłosierdzia”. Stowarzyszeniu patronowała najstarsza córka cara Mikołaja II, wielka księżna Olga (obecnie: święta Olga Nikołajewna). Odznakę przyznano tylko dwóm osobom.
Obecny order został ustanowiony 27 grudnia 1988 roku przez Święty Synod Cerkwi Prawosławnej ówczesnego ZSRR. Posiada trzy klasy, które nadawane są wyłącznie kobietom. Odznaką orderu I klasy jest biały krzyż grecki z szafirowymi kulkami na końcach ramion, ze złotymi promieniami i szafirowym wieńcem między ramionami krzyża. W medalionie środkowym znajduje się malowana kolorowa podobizna św. Olgi, otoczona błękitnym pierścieniem z napisem CВ. PABНOAПОCT. BEЛ. KН. OЛЬГA. Nad krzyżem góruje korona patriarchalna, Na krzyżach II i III klasy portret św. Olgi nie jest kolorowy, krzyż III klasy jest nieemaliowany. Order noszony jest na agrafie na piersi, bez wstążeczki.
Po tej samej św. Oldze otrzymał nazwę grecki Order Świętych Olgi i Zofii.